# Adagio (película de 2023)
Adagio es una película de thriller italiano dirigida por Stefano Sollima y protagonizada por Toni Servillo. 
La película fue seleccionada en el programa principal de la 80.ª edición Festival de Cine de Venecia (2023).

## Sinopsis
La película está ambientada en Roma. Según el director, se trata de "una oscura historia de venganza y redención, que será el último capítulo de la trilogía del crimen romano", es decir, la continuación de las películas Novela negra y Suburra: Mafia City.